# Pap János (politikus, 1925–1994)
| Pap János                                 | Pap János                                 |
| Kattints az alábbi külső linkek egyikére! | Kattints az alábbi külső linkek egyikére! |
| ----------------------------------------- | ----------------------------------------- |
| Nem található szabad kép.(?)              |                                           |
| külső link · jogvédett                    | Fotója az 1970-es évek végéről            |

Pap János (Kaposvár, 1925. december 23. – Budapest, 1994. február 22.) magyar kommunista politikus, belügyminiszter (1961–1963).

## Élete
Pap János vasúti segédtiszt és Horváth Éva gyermekeként született. A négy elemi elvégzése után Veszprémben és Keszthelyen járt középiskolába, 1941-től a Szegeden található Magyar Királyi Állami Vegyipari Középiskolában tanult. A nyilas hatalomátvétel után katonaszökevény lett és a második világháború végéig bujkálni kényszerült. A háború után sikeres érettségi vizsgát tett. 1947-től a Magyar Kommunista Párt, 1948-tól a Magyar Dolgozók Pártjának tagja lett.
Az 1956-os forradalom után belépett a Magyar Szocialista Munkáspártba, a Veszprém Megyei Bizottság első titkára lett 1957 novemberétől. Pap aktív részt vállalt az 1956-os forradalomban részt vettek elítélésében, a megtorlásban, 1957. november 2-án a Legfelsőbb Bíróság elnökétől a megye kommunistáinak nevében levélben kérte, hogy Brusznyai Árpád első fokon hozott életfogytiglani ítéletét másodfokon súlyosbítsa halálbüntetésre. A Legfelsőbb Bíróság Brusznyait halálra ítélte, és 1958. január 9-én kivégezték.
1961-ben Biszku Béla utódaként belügyminiszter lett, majd 1963-tól 1965-ig a Minisztertanács elnökhelyettese volt.
1965-től 1985-ig az MSZMP Veszprém Megyei Bizottságának első titkáraként tevékenykedett. 1958-tól hatszor egymás után Veszprém megye egyik országgyűlési képviselőjévé választották, de ezalatt a korszakban szokásos módon egyetlen alkalommal sem volt kihívója.
Az 1985-ös választáson azonban az új választási törvény alapján a Hazafias Népfrontnak ellenjelöltet kellett állítania vele szemben, és ekkor Pap a szavazatok mindössze 16%-át kapta meg, a választókerület képviselőjévé pedig a szinte ismeretlen Varga Miklóst választották meg a szavazatok 82,4%-ával. E vereség mértéke országosan is egyedülálló volt, ráadásul a megyei tanácselnök, Gyuricza László egy szomszédos választókerületben az ország egyik legjobb eredményével (80,5%) őrizte meg a mandátumát. Még ugyanabban az évben ő vette át a nyugdíjazott Pap helyét a megyei pártbizottság élén, akit A Munka Vörös Zászló Érdemrendjével tüntettek ki. A rendszerváltás után többször felvetették, hogy Papot vonják felelősségre a forradalom utáni megtorlásokban való tevékenysége miatt. 1994-ben öngyilkos lett, engedély nélkül tartott pisztolyával lelőtte beteg feleségét, majd fejbe lőtte magát.

### Kutatható iratanyaga
A Minisztertanács elnökhelyettesének minőségében folytatott működése időszakából (pontosabban az 1963–1965 közti évkörből) 1,40 iratfolyóméternyi, maradandó értékűnek minősített iratanyaga (10 doboz és 4 kötet) került az Országos Levéltár, mai nevén Magyar Nemzeti Levéltár Országos Levéltára őrizetébe, ahol az a XIX-A-2-ao törzsszámon kutatható.